# Israel som det judiska folkets nationalstat
Israel som det judiska folkets nationalstat (hebreiska: חוק יסוד: ישראל - מדינת הלאום של העם היהודי) är en israelisk grundlag som anger att Israel är det judiska folkets nationalstat. Lagen antogs av Knesset den 19 juli 2018 med 62 röster för och 55 röster emot samt två ledamöter som avstod från att rösta. Lagen har blivit kritiserad runt om i världen, inklusive från judiska grupper i diasporan.
Flera parlamentsledamöter har begärt att Israels högsta domstol ska ogiltigförklara lagen, vilket dock anses vara osannolikt att gå igenom eftersom den endast är symbolisk och vagt skriven.